# Nathan Edwards
Nathan Edwards ist ein US-amerikanischer Komponist, Aufnahmeingenieur und Musiker.
Edwards studierte bis 2006 an der University of Wisconsin Musikbusiness, Aufnahmetechnologie bei Walter Messner und Stimmbildung bei Joyce Andrews und bis 2009 an der Northern Illinois University neue Medientechnologie, elektronische Musik bei James Phelps und Komposition bei Robert Fleisher.
Seit 2008 ist Edwards Mitglied der Annex Group für elektroakustische Musik der Northern Illinois University, bei deren Veranstaltungen Homespsce (2008), Electrics (2009) und 2’ (two) (2009) er als Interpret elektronischer Musik auftrat, seit 2009 Mitglied der Society for Electro-Acoustic Music in the United States (SEAMUS). Als Aufnahmeingenieur wirkte er seit 2004 u. a. an mehreren Alben Cait Shanahans, Jacob Fannins, John Statz’ und Tony Memmels mit. Seit 2005 komponierte Edwards eine Reihe elektroakustischer Werke, die u. a. bei Konzerten der Annex Group und beim CHAT Festival der University of North Carolina aufgeführt wurden.

## Werke
- Wind Chimesfür Windspiel und Stimme, 2005
- Echo, Stereoaufnahme, 2006
- Twilight für Synthesizer und Elektronik, 2006
- Teenage Late-Night Radio für elektrische Gitarre, Perkussion und Elektronik, 2006
- Silent Majority, Stereoaufnahme, 2007
- Motion and Skies, Stereoaufnahme, 2007
- Eco Noise, Stereoaufnahme, 2008
- Glass Elevator, Stereoaufnahme, 2008
- Homespace 1 für elektrische Gitarre und Liveelektronik, 2008
- Mechanical Lullabies 1-3 für Liveelektronik, 2008-09
- Little Pieces für Klavier und Liveelektronik, 2009
- Opening/Unknowing, Multichannel-Surround-Aufnahme, 2009

## Diskographie
- Overcast, 2004
- The New Years EP, 2009
- Mechanical Lullabies, 2010